# Jevgenyij Viktorovics Petrocsinyin
Jevgenyij Viktorovics Petrocsinyin (oroszul: Евгений Викторович Петрочинин; Szovjetunió, Murmanszk, 1976. február 7. –) orosz jégkorongozó.

## Karrier
Profi karrierjét a HK Szpartak Moszkva csapatában kezdte 1993–1994-ben. Részt vett az 1996-os U20-as jégkorong-világbajnokságon és bronzérmes lett. Ebben a csapatban az 1998–1999-es idény közepéig játszott ezután viszont átkerült az Ak Barsz Kazanyba. Közben a Dallas Stars kiválasztotta őt az 1994-es NHL-drafton a hatodik kör 150. helyén. A National Hockey League-ben sosem játszott. Az 1999–2000-es szezont a Metallurg Novokuznyeckben töltötte. A következő szezonban már a Szeversztal Cserepovec csapatában játszott. Részt vett a 2001-es jégkorong-világbajnokságon, ahol az orosz férfi jégkorong-válogatott a hatodik lett. 2001 februárjában egy mérkőzés erejéig lekerült az orosz harmadosztályba, majd visszakerült a Cserepovec csapatába. A következő két idény is így telt. 2004–2005-ben a Metallurg Magnyitogorszkhoz került. A következő szezonban szintén játszott egy mérkőzést az orosz harmadosztályban, majd átigazolt a Vityaz Csehovba. 2006–2008 között az orosz másodosztályban játszott. 2009-ben vonult vissza Krilja Szovetovból.